# 债券久期
债券久期（英語：bond duration）是通过利用折现后的债券现金流的加权平均来计算的债券到期时间。通过债券久期可以评估一个债券的本金和利息所有收益的回款时间，也可以评估债券价格对收益率的波动。久期的基本形式为“麦考利久期”，由加拿大经济学家弗里德里克·罗伯特森·麦考利（Frederick Robertson Macaulay）于1938年提出。
{\displaystyle MacD={\frac {\sum _{i=1}^{n}{t_{i}PV_{i}}}{\sum _{i=1}^{n}{PV_{i}}}}={\frac {\sum _{i=1}^{n}{t_{i}PV_{i}}}{V}}=\sum _{i=1}^{n}t_{i}{\frac {PV_{i}}{V}}}
其中：
- {\displaystyle i} 为现金流
- {\displaystyle PV_{i}} 为第{\displaystyle i}次现金流的现值
- {\displaystyle t_{i}} 为收到第{\displaystyle i}次现金流的时间
- {\displaystyle V} 是所有未来现金流折现后的现值

在麦考利久期的基础上还有“修正久期”，可以更准确的度量债券价格波动对到期收益率波动的灵敏度。
{\displaystyle ModD={\frac {MacD}{(1+y_{k}/k)}}}
其中：
- {\displaystyle k} 为每年内的复利计算频率（1为每年、2为每半年、12为每月、52为每周）
- {\displaystyle y_{k}} 为考虑每期复利后的每年到期收益率

现金久期是修正久期和债券全价（包含应计利息额）的乘积，则可以直观反应债券的价格数值变动与收益率变动的关系。